# فلوك (فلم)
فلوك (بالإنجليزية: Fluke) هو فيلم دراما أمريكي لعام 1995، من كتابة جيمس هربرت وجيمس كارينجتون، ومن إخراج كارلو كارلي.

## طاقم التمثيل
- بادي بدور فلوك
- ماثيو مودين بدور توماس ب. جونسون
- نانسي ترافز بدور كارول جونسون
- ماكس بومرانس بدور بريان جونسون
- إريك ستولتز بدور جيف نيومان
- بيل كوبس بدور بيرت
- رون بيرلمان بدور سيلفستر
- جون بوليتو بدور مدير
- كولين ويلكوكس بدور بيلا
- جورجيا ألين بدور روز

### أصوات
- ماثيو مودين بدور فلوك
  - سام جيفالدي بدور الشاب فلوك
- صامويل جاكسون بدور رومبو